# Charon (finnische Band)
Charon war eine Dark-Rock-Band aus Finnland. Sie wurde 1992 gegründet. Ihr Musikstil ist hauptsächlich von Sentenced beeinflusst worden. Benannt hat sich die Band nach dem Fährmann Charon aus der griechischen Mythologie. Im Sommer 2011 gaben Charon ihre Auflösung bekannt, nachdem bereits 2010 Gitarrist Pasi Sipilä die Band verließ.

## Geschichte
Charon wurde 1992 von Antti Karihtala, Teemu Hautamäki, Pasi Sipilä und Jasse Hast gegründet. Erste Demos wie Inexorable Reciprocation, Dies Irae und Pilgrimage entstehen und enthalten hauptsächlich noch Death-Metal-Musik. 1995 kommt Juha-Pekka Leppäluoto als Sänger hinzu. Nachdem sie eher melodischere Lieder schreiben, erhalten sie 1997 einen Vertrag bei Emancipation Productions.
Das erste Musikvideo Serenity wird gedreht, bevor 1998 mit Sorrowburn ihr Debütalbum erscheint und 1999 das zweite Album Tearstained. 2000 gehen Charon mit Sentenced auf Tour durch Finnland und wechseln kurz darauf zu Spinefarm Records, wo 2001 das dritte Album aufgenommen wird. Die dazugehörige Single Little Angel schafft einen guten Einstieg in die finnischen Charts (bis Platz 5), woraufhin daraus auch das zweite Musikvideo wird. 2002 wird Downhearted schließlich veröffentlicht und steigt auch gleich in die finnischen Albumcharts ein. Eine Europatour mit Nightwish und After Forever folgt.
2003 erscheinen die Singles In Trust of No One und Religious/Delicious als Vorboten für das Album The Dying Daylights, welches am 22. September desselben Jahres veröffentlicht wird. Am nächsten Tag startet die Tour dazu, bei der sie von Keyboarder Marco Sneck unterstützt werden. Kurz darauf – am 24. November – wird bekannt gegeben, dass Jasse Hast die Band verlässt. Lauri Touhimaa nimmt für weitere Konzerttermine vorerst seinen Platz ein, bevor er im April 2004 offiziell in die Band aufgenommen wird.
2005 erscheint im August zuerst die Single Ride On Tears, knapp einen Monat später folgt das Album Songs For The Sinners. Im Februar 2006 beginnt wieder eine Europatournee.
Am 5. Februar 2010 wurde bekannt gegeben, dass Gitarrist Pasi Sipilä die Band verlassen hat und Charon als Quartett fortgesetzt wird.
Am 3. Juni 2011 gab die Band auf ihrer Website bekannt, dass sie sich – nach ihren letzten Auftritten im Sommer 2011 – auflösen wird.

## Diskografie

### Alben
- 1993: Demo (Demo)
- 1995: Pilgrimage (Demo)
- 1998: Sorrowburn
- 2000: Tearstained
- 2002: Downhearted
- 2003: The Dying Daylights
- 2005: Songs for the Sinners
- 2010: A-Sides, B-Sides & Suicides

### Singles
- 2001: Little Angel
- 2003: In Trust of No One
- 2003: Religious / Delicious
- 2005: Ride on Tears
- 2005: Colder